# مدرسه نمونه دولتی
مدرسه نمونه دولتی مدرسه‌ای است که وزارت آموزش و پرورش در ایران به آنها مجوز «نمونه» (از نظر کیفیت برتر آموزشی) می‌دهد. این مدرسه‌ها دانش‌آموزان خود را از طریق آزمون ورودی پذیرش می‌کنند. این مدرسه‌ها دولتی هستند و از مدارس خاص می‌باشند.اکثر دبیران مدارس نمونه دولتی و استعداد های درخشان مشترک اند لذا مدارس نمونه دولتی و استعدادهای درخشان از لحاظ سطح آموزشی با یکدیگر رقابت می‌کنند.دانش آموزان مدارس نمونه دولتی به نسبت زمان معمول به دلیل کلاس های فوق ساعات بیشتری را در مدرسه سپری می‌کنند.این مدارس شهریه مناسبی در قبال کیفیت آموزشی دارند.
آزمون ورودی این مدارس معمولاً در پایان هر سال تحصیلی برگزار می‌شود و از میان دانش آموزان  پایه نهم برای ورودی به پایه دهم بر اساس نمرهٔ آزمون پذیرش می‌کنند. .دانش آموزان در این آزمون می توانند از طریق دو راه وارد مدارس نمونه دولتی شوند که راه اول پذیرفته شدن در آزمون و راه دوم پذیرفته شدن در لیست ذخیره است. 